# Konvoj OB-4
Konvoj OB-4 var den första konvojen att attackeras under andra världskriget, den var på väg mot USA (Outward) från Liverpool, Storbritannien.
Den tyska ubåten U-31 siktade OB-4 den 15 september och anföll nästa dag, den 16 september klockan 08.15. Första anfallet blev lyckat och ångaren Aviemore (4 060 ton) sänktes. Det var det enda skeppet att sänkas i den konvojen.
Två veckor senare, den 2 oktober återvände U-31 till sin bas i Wilhelmshaven, Tyskland.